# Lois Diéguez
Lois Diéguez Vázquez (Monforte de Lemos, Galiza, 17 de abril de 1944) é um escritor e político galego.
Estudou engenharia topográfica em Madrid. Militante da Unión do Povo Galego (UPG), foi um dos fundadores e porta-voz da AN-PG e deputado pelo BNPG no Parlamento da Galiza (1981-1985). 
É membro da Associação de Escritores em Língua Galega.
Seu poema Eu son a voz do pobo, converteu-se numa das canções emblemáticas do grupo Voces Ceibes.

## Obra
- Albre de esperanza, 1966 (poemário)
- Canciós pra un agromar branco e azul, 1968 (poemário)
- A torre de Babel, 1968 (romance).
- O tempo sin saída, 1972 (narrativa)
- Galou Z-28, 1976 (novela)
- O ferro dos días, 1982 (poemário)
- A canción do vagamundo, 1986 (romance)
- Artusa, 1989 (narrativa infantil)
- Monólogos no espello, 1993 (relatos)
- Tres sombras góticas e unha rosa, 1995 (narrativa)
- Henriqueta na galeria, 1997 (narrativa)
- Viaxes ás terras encantadas de Lemos, 1999 (narrativa)
- A casa de Galiaz, 2003 (narrativa)
- O canto do Muecín, 2007 (narrativa)